# Moses Harris
Moses Harris (Londres, 15 de abril de 1730-c. 1788) fue un entomólogo y grabador inglés.

## Biografía
Moses Harris nació en el distrito londinense de Holborn el 15 de abril de 1730. Comenzó a interesarse por la entomología de niño, animado por su tío, miembro de la primera sociedad organizada de entomólogos en Inglaterra, la Society of the Aurelians. En 1762 se convirtió secretario de una segunda Society of the Aurelians. Fue un artista habilidoso y exhibió algunos de sus dibujos de insectos en la Royal Academy of Arts en 1785. Realizó dibujos y grabados para libros, entre ellos, Illustrations of Natural History, de Dru Drury y The Naturalist's and Traveller's Companion, de John Coakley Lettsom.
Tuvo un hijo, John (1767-1832), pintor de acuarelas y padre, a su vez, del dibujante John Harris (1791-1873).

## Trabajos

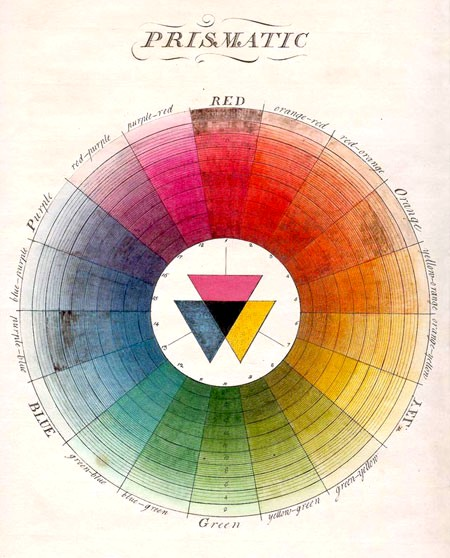
Círculo cromático de Harris, que muestra la gama de colores que puede crearse a partir de los tres colores primarios

### Estudios sobre el color
En su libro Natural System of Colours, escrito entre 1769 y 1776, examinó el trabajo de Newton y probó demostrar la multitud de colores que pueden crearse a partir de los tres primarios. El libro se publicó nuevamente en 1811, editado por Thomas Martyn y dedicado al segundo presidente de la Royal Academy, Benjamin West. Como naturalista, Harris deseó entender las relaciones entre los colores y cómo son codificados, y en su libro intentó explicar los principios, "materialmente, o por el arte de pintores", de por qué pueden producirse otros colores a partir del rojo, amarillo y azul. Harris mostró lo que hoy se conoce como síntesis sustractiva de color, y observó que el negro se forma por la superposición de tres colores.

### Entomología

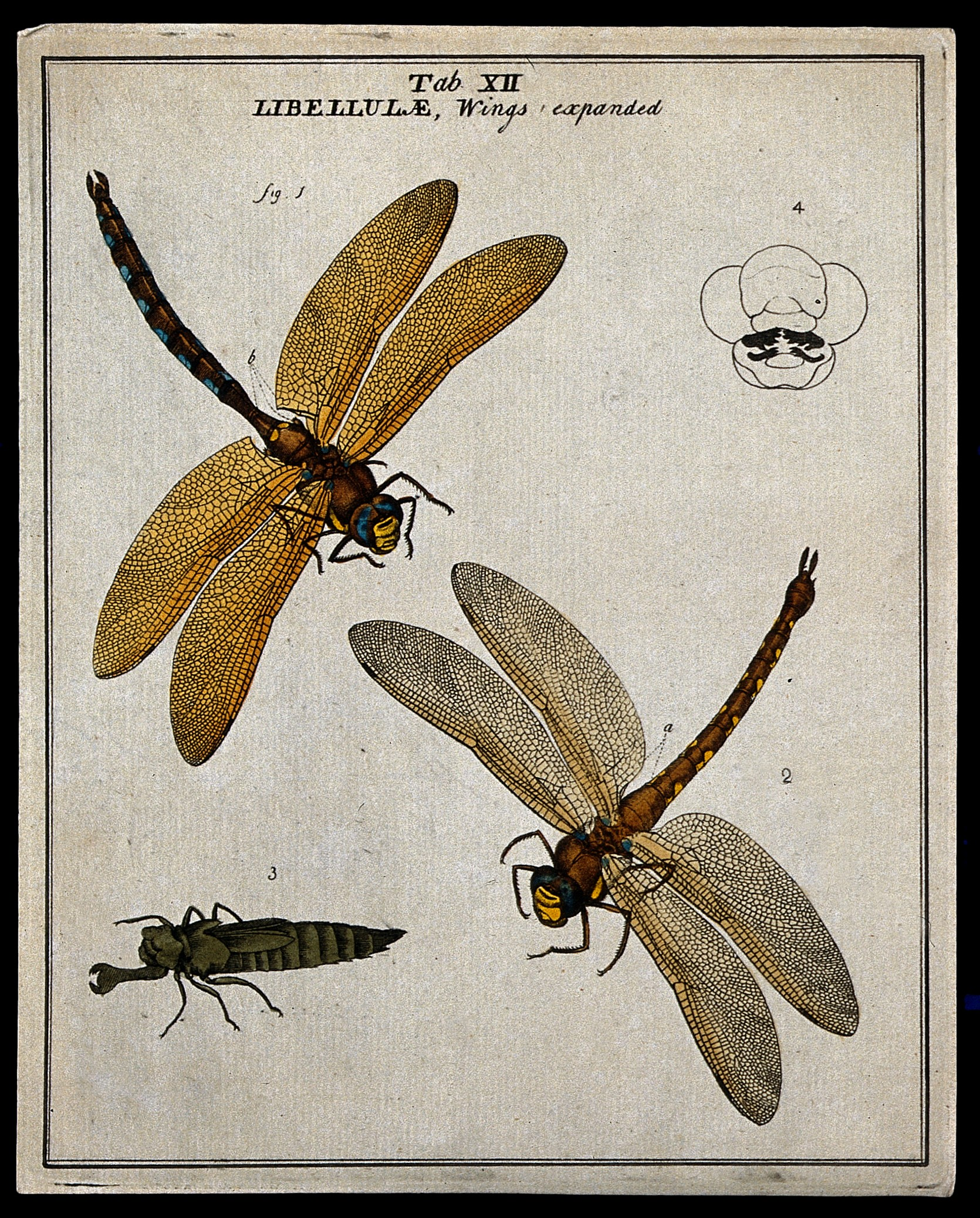
Libélulas dibujadas en 1780. En la esquina superior izquierda, una aeshna grandis. Debajo, una larva.

Escribió diversos libros sobre entomología, para los que también realizaba dibujos y grabados que coloreaba a mano. En 1766, publicó The Aurelian or Natural History of English Insects. En 1780 realizó las primeras descripciones científicas de varios odonata, entre ellos la libélula azul, y fue el primer artista inglés en hacer ilustraciones de libélulas lo suficientemente precisas como para que pudieran ser identificados a nivel de especie.

Según los odonatólogos Albert Orr y Matti Hämäläinen, su dibujo de una anisoptera grande y marrón (aeshna grandis) es "magnífico" y los "colores perfectamente naturales de los ojos indican que Harris examinó ejemplares vivos (...) y que coloreó él mismo los grabados o supervisó a los coloristas". A la larva que aparece en la misma lámina, sin embargo, la consideran un trabajo inferior: "una vista dorso-lateral muy rígida de una larva de aeshnidae con la mandíbula inferior extendida. No se hizo ningún intento para representar los ojos, antenas, gínglimo o palpos labiales, omisiones inconcebibles para un artista del talento de Harris si realmente hubiera examinado un espécimen" y sugieren que la copió de August Johann Rösel von Rosenhof.
Harris descubrió dos especies de mosca: la Muscina levida en 1778 y, dos años más tarde, la Muscina prolapsa.

## Obras

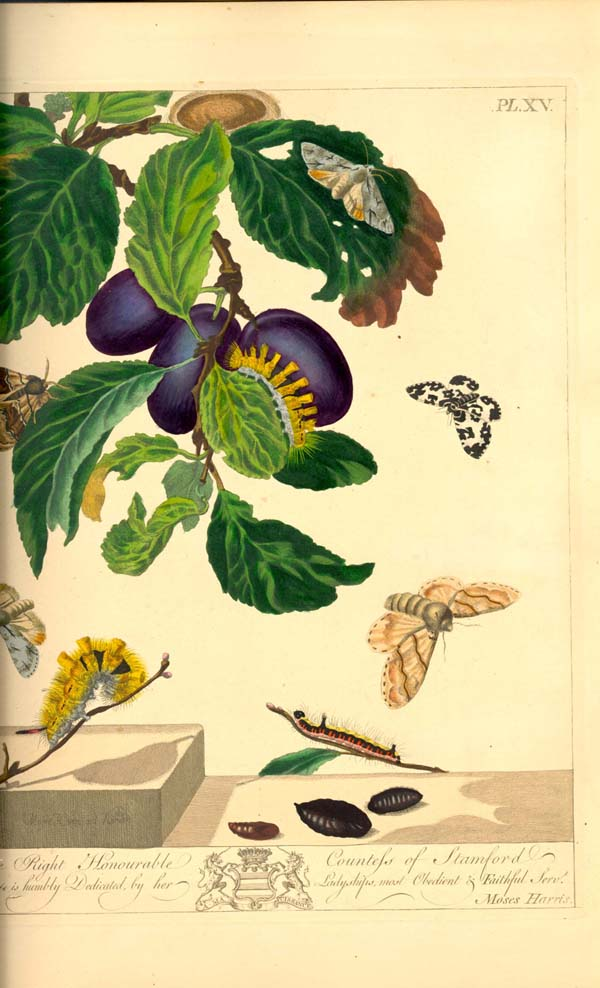
Dibujo de polillas en The Aurelian or Natural History of English Insects

- Natural System of Colours (entre 1769 y 1776)

- The Aurelian or Natural History of English Insects (1766)

- The English Lepidoptera, or, the Aurelian's Pocket Companion (1775)

- An Exposition of English Insects Including the Several Classes of Neuroptera, Hymenoptera, & Diptera, or Bees, Flies, & Libellulae (1776[-80])